# Hedychium longipetalum
Hedychium longipetalum är en enhjärtbladig växtart som beskrevs av X.Hu och N.Liu. Hedychium longipetalum ingår i släktet Hedychium och familjen Zingiberaceae. Inga underarter finns listade i Catalogue of Life.